# Карел ван Мандер-младший
Карел ван Мандер-младший (1579[…] или 1569, Кортрейк, Западная Фландрия — 21 февраля 1623, Делфт, графство Голландия) — нидерландский художник Золотого века Нидерландов, сын Карела ван Мандера и отец Карела ван Мандера III.

## Биография
Ван Мандер-младший родился в Кортрейке. Он переехал в Копенгаген, где был придворным художником короля. Согласно RKD, он стал членом Делфтской гильдии Святого Луки в 1613 году.